# 사두정치
사두정치(라틴어: Tetrarchia 테트라키아[*])는 국가 권력이나 왕좌를 네 명이 나누어 통치하는 정치 체제를 말한다.
역사적으로는 293년에서 시작하여 약 20여 년간 존속했던 로마 제국의 황제 디오클레티아누스가 창안한 사두 정치제가 가장 유명하다. 이는 이른바 3세기의 위기에 대한 해결책으로 여겨졌고 이후 로마 제국의 회복하는 데 중요한 역할을 하였다.
최초의 사두 정치 체제의 시작은 막시미아누스를 공동 통치자로 임명하면서부터 시작된다. 286년 디오클레티아누스는 막시미아누스를 부제(Caesar)로 삼았다가 이듬해 바로 정제(Augustus)로 승격시킨다. 디오클레티아누스가 제국 동방의 문제를 관할하는 동안 막시미아누스는 제국 서방을 책임지는 형태였다. 그러다가 293년에는 자신들의 사위인 갈레리우스와 콘스탄티우스 클로루스를 카이사르로 임명하여 통치하도록 했다. 점차 외부적으로나 내부적으로 문제가 더욱 힘들어지자 디오클레티아누스는 막시미아누스의 동의하에 그 제도를 확장하여 각각 정제의 책임 아래 부제를 두게 된다.

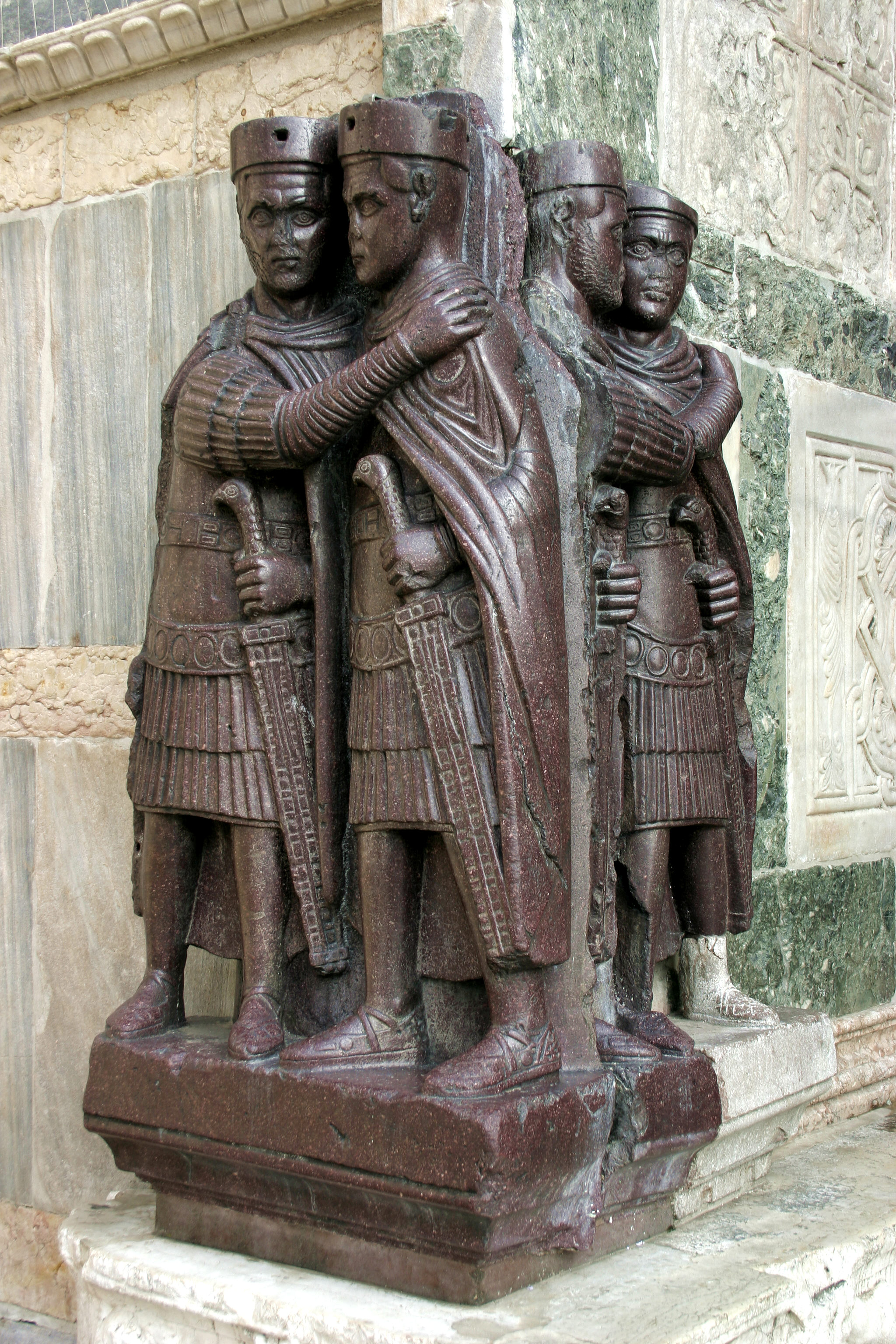
테트라키아